# Barelvi
Barelvi (urdú: بریلوی, Barēlwī, [bəreːlʋi]) és un moviment musulmà sunnita de renaixement vinculat a l'escola de jurisprudència hanafita, amb més de 200 milions de seguidors al sud d'Àsia i a parts d'Europa, Amèrica i Àfrica. Es tracta d'un ampli moviment d'orientació sufí que inclou diverses ordres sufís, com ara els chistís, els qadirís, els sohrawardís i els naqxbandís. Aquest moviment es va desenvolupar sota el lideratge del clergue sufí Ahmed Raza Khan Barelvi (1856–1921) cap als anys 1870-1890, en oposició als moviments coetaris dels deobandís i l'Ahl-i Hadith.